# Chéri – Egy kurtizán szerelme
A Chéri – Egy kurtizán szerelme (eredeti cím: Chéri) 2009-ben bemutatott francia–brit–német romantikus filmvígjáték-dráma Stephen Frears rendezésében. A forgatókönyvet Christopher Hampton írta, Colette 1920-ban kiadott Cinci című regényéből, valamint annak Cinci meghal (1926) című folytatásából. A főbb szerepekben Michelle Pfeiffer és Rupert Friend látható.
Világpremierje 2009-ben, az 59. Berlini Nemzetközi Filmfesztiválon volt, ahol versenyműként indult a legjobb filmnek járó díjakért. Bár vegyes kritikákat kapott, Pfeiffer színészi játékáról elismerően írtak a kritikusok.

## Cselekmény
Az 1990-as évek Párizsában Léa, a középkorú, visszavonult kurtizán viszonyt kezd egy Fred, becenevén Chéri nevű 19 éves fiúval. Chéri egy vagyonos kurtizán, Madame Charlotte Peloux egyetlen fia. Léa először csak az egykori riválisának, Charlotte-nak tett szívességből csavarja el a fiú fejét, mivel annak kicsapongó életmódja zavarta az anyát és Chéri számára is egészségtelen volt. Léa csak rövid időre tervez fiatal szeretőjével, kapcsolatuk mégis hat évig tart, miközben Léa finanszírozza Chéri kiadásait is. Noha kapcsolatuk érzelmileg és szexuálisan is kielégítő a számukra, kölcsönösen meggyőzik a másik felet arról, hogy csupán alkalmi viszonyt tartanak fenn.
Chéri anyja, aki már unokákat szeretne, házasságot szervez fia és egy másik kurtizán 18 éves lánya, Edmée között. Léa beletörődik a dologba és megígérteti Chérivel, mindig jól fog bánni hitvesével. Chéri és Edmée nászútra mennek, eközben ő és Léa is rádöbben arra, valójában szeretik egymást. Edmée semmit nem érez felesége iránt és bár Léa megpróbál új szeretőt szerezni magának, választottja sem vált ki belőle gyengéd érzelmeket.
Edmée azzal vádolja Chérit, hogy nem törődik vele és csak Léára tud gondolni. Chéri egy barátjával szórakozni megy, kipróbálja az ópiumot és a kokaint, majd hazafelé tartva észreveszi: Léa hazatért otthonába. A megkönnyebbült férfi visszamegy feleségéhez és gyengéden szeretkezik vele, abban a hitben, hogy mostantól a két nő között ingázhat. A pletykákra hallgatva Chéri azt hiszi, Léának új hódolója van és éjszaka meglátogatja, féltékenyen konfrontálódva vele. Szerelmet vall a nőnek, majd szeretkeznek és másnap együtt terveznek elszökni. Reggel azonban a napfénynél Chéri észreveszi szeretője ráncait és a nőnek is feltűnik a fiú hirtelen jött kételye. Bocsánatot kér tőle, amiért "elrontotta őt", és túlságosan könnyűvé tette számára az életet kapcsolatuk elején. Visszaküldi őt Edmée-hez, mert tudja, a nagy korkülönbség mindig megakadályozná egy valódi párkapcsolat kialakulását kettejük között. Chéri távozik, miközben Léa öregedő arcát szemléli a tükörben.
A film végén elhangzó narráció szerint évekkel később Chéri sértetlenül átvészelte az első világháborút. Felismerve, hogy Léa volt az egyetlen nő, akit valaha is szeretni tudna, öngyilkosságot követett el.

## Szereplők
| Szerep                  | Színész           | Magyar hang     |
| ----------------------- | ----------------- | --------------- |
| Léa de Lonval           | Michelle Pfeiffer | Kovács Nóra     |
| Fred 'Chéri' Peloux     | Rupert Friend     | Viczián Ottó    |
| Madame Charlotte Peloux | Kathy Bates       | Molnár Piroska  |
| Edmée                   | Felicity Jones    | Szabó Zselyke   |
| Rose                    | Frances Tomelty   | Málnai Zsuzsa   |
| barátnő                 | Anita Pallenberg  | Zsolnai Júlia   |
| La Loupiote             | Harriet Walter    |                 |
| bárónő                  | Bette Bourne      |                 |
| Desmond vikomt          | Tom Burke         | Markovics Tamás |
| Marie Laure             | Iben Hjejle       | Téglás Judit    |
| kuncsaft                | Toby Kebbell      |                 |
| Madame Aldonza          | Nichola McAuliffe | Illyés Mari     |
| Guido                   | Rollo Weeks       | Joó Gábor       |
| mesélő (hangja)         | Stephen Frears    | Korbuly Péter   |

## Fordítás
- Ez a szócikk részben vagy egészben  a   Chéri (2009 film) című angol Wikipédia-szócikk ezen változatának fordításán alapul.  Az eredeti cikk szerkesztőit annak laptörténete sorolja fel. Ez a jelzés csupán a megfogalmazás eredetét és a szerzői jogokat jelzi, nem szolgál a cikkben szereplő információk forrásmegjelöléseként.